# Jazmin Carlin
Jazmin Roxy Carlin (Swindon, 17 de setembro de 1990) é uma nadadora britânica, medalhista olímpica.

## Carreira

### Rio 2016
Carlin competiu na natação nos Jogos Olímpicos de Verão de 2016, onde conquistou a medalha de prata nos 400 m e 800 metros livre.